# Società Polisportiva Ars et Labor 1907 2011-2012
Questa pagina raccoglie le informazioni riguardanti la Società Polisportiva Ars et Labor 1907 nelle competizioni ufficiali della stagione 2011-2012.

## Stagione
Nella stagione 2011-2012 la SPAL ha disputato il girone A di Lega Pro Prima Divisione. La società affida la panchina a Stefano Vecchi ed assembla una squadra molto giovane, con l'intento di ridurre il monte-ingaggi e sfruttare i contributi previsti per l'utilizzo dei giocatori under. Si registra inoltre il ritorno a Ferrara di Rachid Arma, che sarà autore di 18 reti in stagione. Il totale dei punti guadagnati sul campo (42) sarebbe bastato per ottenere una tranquilla salvezza, tuttavia, a causa delle inadempienze finanziarie della società che portano ben 8 punti di penalizzazione, il totale viene ridotto a 34. I biancazzurri vengono quindi condannati a disputare i Play-out, perdendoli nel doppio confronto con il Pavia e retrocedendo in Lega Pro Seconda Divisione. Il torneo è stato vinto con 65 punti dalla Ternana, che è stata promossa direttamente in Serie B, seguita dalla Pro Vercelli promossa tra i cadetti grazie alla vittoria nei play-off. In Coppa Italia Lega Pro la SPAL vince il girone D di qualificazione, nei turni ad eliminazione diretta supera Portogruaro, Reggiana e Carpi, poi perde con lo Spezia che accederà alle semifinali.

## Rosa
| N. |                    | Ruolo | Calciatore        |
| -- | ------------------ | ----- | ----------------- |
|    | Italia (bandiera)  | C     | Cristian Agnelli  |
|    | Marocco (bandiera) | A     | Rachid Arma       |
|    | Italia (bandiera)  | C     | Maurizio Bedin    |
|    | Italia (bandiera)  | D     | Andrea Beduschi   |
|    | Italia (bandiera)  | D     | Nicola Canzian    |
|    | Italia (bandiera)  | P     | Luca Capecchi     |
|    | Italia (bandiera)  | C     | Luca Castiglia    |
|    | Italia (bandiera)  | D     | Andrea Cosner     |
|    | Italia (bandiera)  | C     | Jacopo Fortunato  |
|    | Italia (bandiera)  | D     | Luca Ghiringhelli |
|    | Italia (bandiera)  | A     | Gianluca Laurenti |

| N. |                    | Ruolo | Calciatore           |
| -- | ------------------ | ----- | -------------------- |
|    | Italia (bandiera)  | A     | Michele Marconi      |
|    | Italia (bandiera)  | C     | Fabrizio Melara      |
|    | Francia (bandiera) | A     | Jean-Philippe Mendy  |
|    | Italia (bandiera)  | C     | Andrea Migliorini    |
|    | Italia (bandiera)  | D     | Francesco Pambianchi |
|    | Italia (bandiera)  | D     | Giovanni Rossi       |
|    | Italia (bandiera)  | A     | Paolo Rossi          |
|    | Italia (bandiera)  | A     | Pierpaolo Taraschi   |
|    | Italia (bandiera)  | P     | Alex Teodorani       |
|    | Italia (bandiera)  | D     | Alessandro Vecchi    |
|    | Italia (bandiera)  | D     | Marco Zamboni        |

## Risultati

### Lega Pro Prima Divisione (girone A)

#### Girone di andata
| Arbitro: | Manganiello (Pinerolo) |

|          |           |              |
| Arma 34’ | Marcatori | 10’ R. Perna |

| Arbitro: | Pairetto (Nichelino) |

|               |           |  |
| Girardi 45+2’ | Marcatori |  |

| Arbitro: | Aloisi (Avezzano) |

|          |           |  |
| Arma 84’ | Marcatori |  |

| Arbitro: | Roca (Foggia) |

|            |           |              |
| Sinato 36’ | Marcatori | 38’ Laurenti |

| Arbitro: | Maresca (Napoli) |

|  |           |                                      |
|  | Marcatori | 63’ (rig.) F. Ferrari 82’ Gasparetto |

| Arbitro: | De Benedictis (Bari) |

|  |           |                        |
|  | Marcatori | 28’ Melara 60’ Agnelli |

| Arbitro: | Monaco (Tivoli) |

|                        |           |  |
| Arma 9’, 34’, 39’, 68’ | Marcatori |  |

| Arbitro: | Pasqua (Tivoli) |

|           |           |  |
| Cesca 60’ | Marcatori |  |

| Arbitro: | Saia (Palermo) |

|  |           |           |
|  | Marcatori | Croce 63’ |

| Arbitro: | Cifelli (Campobasso) |

|                                            |           |                 |
| Torregrossa 30’ Colacone 56’ Chemali 90+1’ | Marcatori | 76’ (rig.) Arma |

| Ferrara 6 novembre 2011 11ª giornata | SPAL              | 0 – 0 | Ternana | Stadio Paolo Mazza\| Arbitro: \| Barbeno (Brescia) \| |
| Arbitro:                             | Barbeno (Brescia) |       |         |                                                       |

| Arbitro: | Coccia (San Benedetto del Tronto) |

|                                   |           |  |
| Gurma 42’ Matteini 45’ Alessi 50’ | Marcatori |  |

| Arbitro: | Oliveri (Palermo) |

|                 |           |                                  |
| Arma 53’ (rig.) | Marcatori | 59’ (rig.) Gigliotti 90’ Canzoni |

| Arbitro: | Gallo (Barcellona Pozzo di Gotto) |

|               |           |  |
| Malatesta 86’ | Marcatori |  |

| Arbitro: | Bietolini (Firenze) |

|  |           |                     |
|  | Marcatori | 45+2’, 55’ Altinier |

| Arbitro: | Abbattista (Molfetta) |

|                                |           |           |
| Cardinale 45+1’ De Angelis 69’ | Marcatori | 56’ Mendy |

| Arbitro: | De Meo (Foggia) |

|                                     |           |                          |
| Castiglia 10’ Laurenti 74’ Arma 79’ | Marcatori | 37’ (rig.), 90+2’ Coresi |

#### Girone di ritorno
| Arbitro: | Aversano (Treviso) |

|              |           |               |
| R. Perna 58’ | Marcatori | 23’, 27’ Arma |

| Ferrara 15 gennaio 2012 19ª giornata | Real SPAL               | 0 – 0 | Taranto | Stadio Paolo Mazza\| Arbitro: \| Ripa (Nocera Inferiore) \| |
| Arbitro:                             | Ripa (Nocera Inferiore) |       |         |                                                             |

| Arbitro: | Gallo (Barcellona Pozzo di Gotto) |

|                       |           |  |
| Zaza 68’ Cesarini 83’ | Marcatori |  |

| Arbitro: | D'Angelo (Ascoli Piceno) |

|               |           |               |
| Arma 40’, 68’ | Marcatori | 28’ Casiraghi |

| Lumezzane 5 febbraio 2012 22ª giornata | Lumezzane         | 0 – 0 | Real SPAL | Nuovo Stadio Comunale\| Arbitro: \| Cangiano (Napoli) \| |
| Arbitro:                               | Cangiano (Napoli) |       |           |                                                          |

| Arbitro: | Zivelli (Torre Annunziata) |

|                               |           |             |
| Fortunato 61’ Arma 69’ (rig.) | Marcatori | 83’ F. Ripa |

| Arbitro: | De Benedictis (Bari) |

|           |           |  |
| Cesca 89’ | Marcatori |  |

| Arbitro: | Abbattista (Molfetta) |

|                          |           |                         |
| Agnelli 16’ Laurenti 33’ | Marcatori | 47’ Concas 53’ Pasciuti |

| Arbitro: | Roca (Foggia) |

|                 |           |          |
| S. Scappini 71’ | Marcatori | 76’ Arma |

| Ferrara 18 marzo 2012 27ª giornata | Real SPAL       | 0 – 0 | Monza | Stadio Paolo Mazza\| Arbitro: \| Ros (Pordenone) \| |
| Arbitro:                           | Ros (Pordenone) |       |       |                                                     |

| Arbitro: | Bindoni (Venezia) |

|  |           |               |
|  | Marcatori | 48’ Castiglia |

| Arbitro: | De Faveri (San Donà di Piave) |

|  |           |           |
|  | Marcatori | 55’ Gurma |

| Arbitro: | Brasi (Seregno) |

|  |           |                           |
|  | Marcatori | 40’ Fortunato 45’ Zamboni |

| Arbitro: | Rocca (Vibo Valentia) |

|         |           |               |
| Arma 9’ | Marcatori | 90+3’ Martini |

| Arbitro: | Merlino (Udine) |

|                                |           |  |
| Pintori 8’ (rig.) Cipriani 89’ | Marcatori |  |

| Arbitro: | D'Angelo (Ascoli Piceno) |

|                            |           |               |
| Arma 9’, 51’ Fortunato 35’ | Marcatori | 85’ Cardinale |

| Arbitro: | Paolini (Ascoli Piceno) |

|  |           |             |
|  | Marcatori | 13’ Marconi |

### Play-out
| Pavia 20 maggio 2012 Andata | Pavia           | 0 – 0 | Real SPAL | Stadio Pietro Fortunati\| Arbitro: \| Pasqua (Tivoli) \| |
| Arbitro:                    | Pasqua (Tivoli) |       |           |                                                          |

| Arbitro: | Roca (Foggia) |

|  |           |                      |
|  | Marcatori | 61’ Cesca 80’ Marchi |

### Coppa Italia Lega Pro

#### Primo turno - Girone D
| Arbitro: | Oliveri (Palermo) |

|            |           |             |
| Melara 62’ | Marcatori | 84’ Biagini |

| 21 agosto 2011 2ª giornata |  | – Turno di riposo Spal |  |  |

| Arbitro: | Bindoni (Venezia) |

|                          |           |                                         |
| Drudi 36’ Longobardi 79’ | Marcatori | 23’, 63’ Marconi 38’ A. Vecchi 89’ Arma |

| Arbitro: | De Faveri (San Donà di Piave) |

|                 |           |  |
| Arma 32’ (rig.) | Marcatori |  |

| Arbitro: | Ceccarelli (Terni) |

|                         |           |                |
| Buonocunto 90+3’ (rig.) | Marcatori | 44’, 48’ Mendy |

#### Fase a eliminazione diretta
| Arbitro: | Benassi (Bologna) |

|                  |           |  |
| Marconi 17’, 51’ | Marcatori |  |

| Arbitro: | Aversano (Treviso) |

|                        |           |  |
| Marconi 19’ Meloni 87’ | Marcatori |  |

| Arbitro: | De Benedictis (Bari) |

|             |           |  |
| Marconi 85’ | Marcatori |  |

| Arbitro: | Soricaro (Barletta) |

|                        |           |               |
| Testini 65’ Evacuo 77’ | Marcatori | 53’ A. Vecchi |